# 秘訣
| ウィキペディアには「秘訣」という見出しの百科事典記事はありません（タイトルに「秘訣」を含むページの一覧/「秘訣」で始まるページの一覧）。 代わりにウィクショナリーのページ「秘訣」が役に立つかもしれません。 |